# Plagiometriona
Plagiometriona is een geslacht van kevers uit de familie bladkevers (Chrysomelidae).
De wetenschappelijke naam van het geslacht werd in 1899 gepubliceerd door Spaeth.

## Soorten
- Plagiometriona ambigena (Boheman, 1855)
- Plagiometriona costaricensis Borowiec, 2001
- Plagiometriona diffusa Buzzi, 2002
- Plagiometriona latemarginata Borowiec, 2001
- Plagiometriona losi Borowiec, 1998
- Plagiometriona palmeirensis Buzzi, 1992
- Plagiometriona vigens (Boheman, 1855)